# Južnoafrički rand
Rand, ISO 4217: ZAR je službeno sredstvo plaćanja u Južnoafričkoj Republici. Označava se simbolom R, a dijeli se na 100 centi.

Rand je uveden 1961. godine, kada je zamijenio južnoafričku funtu, i to u omjeru 2 randa za 1 funtu.

U optjecaju su kovanice od 5, 10, 20 i 50 centi, te 1, 2 i 5 randa, i novčanice od 10, 20, 50, 100 i 200 randa.
Rand se paralelno uz domaće valute koristi i u Lesotu i Esvatiniju, koji zajedno s Južnoafričkom Republikom čine Zajednički monetarni savez.

## Vanjske poveznice
- South African Reserve Bank  Arhivirana inačica izvorne stranice od 19. ožujka 2011. (Wayback Machine)